# Viktor Nikolaevič Kibenok
Viktor Nikolaevič Kibenok (in russo Виктор Николаевич Кибенок?; in ucraino Віктор Миколайович Кібенок?, Viktor Mykolajovyč Kibenok; Ivanivka, 17 febbraio 1963 – Mosca, 14 maggio 1986) è stato un vigile del fuoco e militare sovietico di etnia ucraina.
Era un tenente a capo del turno di notte della Brigata paramilitare N. 6 dei vigili del fuoco  per la protezione della città di Pryp"jat'; intervenne con la sua squadra dopo pochi minuti sul luogo del disastro di Černobyl' il 26 aprile 1986 e contribuì, insieme alla squadra del tenente Vladimir Pravik, giunta pochi minuti prima, a controllare l'incendio della centrale.
A causa delle elevatissime dosi di radiazioni assorbite durante lo spegnimento dell'incendio alla centrale, venne colpito da malattia acuta da radiazione e morì il 14 maggio 1986. Gli venne assegnata la massima decorazione al valore di Eroe dell'Unione Sovietica.

## Biografia

### Giovinezza e studi
Viktor Nikolaevič Kibenok nacque il 17 febbraio 1963 nell'oblast' di Cherson. Il nonno e il padre, Nikolaj Kibenok, erano pompieri. Membro del Komsomol, nel 1984 si laureò all'Istituto tecnico per i vigili del fuoco di Čerkasy. Successivamente lavorò negli organi degli affari interni come vigile del fuoco dell'HPV-2 per la protezione della centrale nucleare di Černobyl' e fu nominato capo della guardia dello SVPCH-6 per la protezione della città di Pryp"jat'.

### Giorno del disastro
Il 26 aprile 1986 arrivò sul luogo dell'incidente 12 minuti dopo l'esplosione. Insieme ad altri pompieri, come V. Ignatenko, V. Pravik, L. Teljatnikov, prese parte alle operazioni per l'estinzione dell'incendio. A capo del servizio di protezione da gas e fumo, condusse la ricognizione nei locali del compartimento del reattore. Durante l'intervento subì un'elevata dose di radiazioni ionizzanti e fu trasportato a Mosca insieme ai suoi colleghi per essere curato.

### La morte
Kibenok morì il 14 maggio 1986 per malattia acuta da radiazione presso il 6º ospedale clinico di Mosca. Fu sepolto nel cimitero di Mitino.